# El Guedid
El Guedid là một đô thị thuộc tỉnh Djelfa, Algérie. Dân số thời điểm năm 2002 là 11.059 người.